# Connor Franta
Connor Joel Franta (12 de septiembre de 1992) es un YouTuber, empresario, artista del entretenimiento y escritor estadounidense.
Franta fue miembro del grupo de YouTube, Our Second Life (estilizado como Our2ndLife y O2L) bajo la compañía Fullscreen Network, pero ahora es miembro de Big Frame network, gestionado por Andrew Graham.
Franta recientemente se ha adentrado en el mundo empresarial lo que incluye una línea de ropa, música, como también una marca de café y ha comercializado un estilo de vida llamado Common Culture. Su libro debut, una autobiografía titulada A Work in Progress, fue lanzado el 21 de abril de 2015. En julio de 2015, detalles de Heard Well, una discografía que Franta cofundó, fueron anunciados.

## Primeros años y educación
Connor Joel Franta nació en Wisconsin, hijo de Peter y Cheryl Franta, un doctor y una ama de casa, respectivamente. Poco después de su nacimiento, su familia se mudó a La Crescent. Él y su hermano mayor Dustin, su hermana mayor Nicola y su hermano menor Brandon fueron criados como católicos.
Franta asistió al St. Peter's Catholic School. Cuando era niño, tuvo problemas con su obesidad, lo que llevó a su padre a apuntarlo a un equipo de natación. Practicó atletismo hasta graduarse de la escuela local en 2011. Estudió empresa en la College of Saint Benedict and Saint John's University.

## Carrera

### YouTube

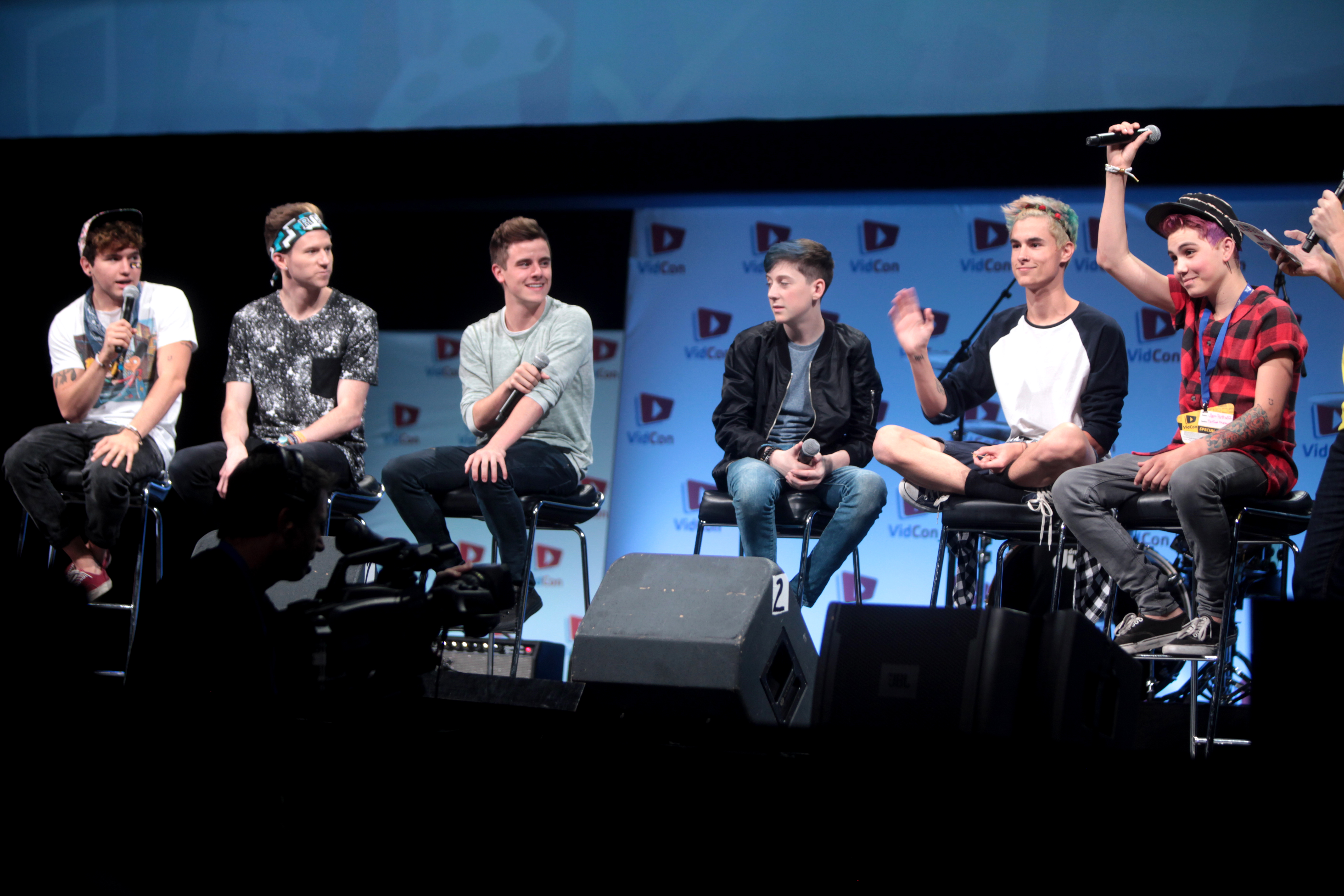
Franta (el tercero empezando por la izquierda) con otros miembros de Our2ndLife en la VidCon 2014

Inspirado por otros youTubers como Shane Dawson y Mitchell Davis, Franta subió su primer video a Youtube en agosto de 2010.
En 2012, su unió al canal "Our2ndLife" (o abreviado como O2L) junto a otras 5 personalidades de YouTube, (Kian Lawley, Trevor Moran, Justin "JC" Caylen, Ricky Dillon y Sam Pottorff) lo que le ayudó a ganar popularidad. Anunció que dejaba el grupo de 2014 debido a problemas personales.
Ese mismo año, Franta fue nominado al Teen Choice Award 2014 en la categoría de "Estrella de la Web: Masculino", pero perdió ante Tyler Oakley. Ha realizado cameos en 2014 y 2015 en videos de YouTube Rewind, un tributo a los videos más populares del año en dicho sitio web.
En 2015, Franta fue una vez más nominado en los Teen Choice Award 2015 en la categoría "Artista del Entretenimiento del Año" y "YouTuber Más Demandado" pero perdió ante Cameron Dallas y Bethany Mota, respectivamente. También fue nominado a un Streamy Award en la categoría "Artista del Entretenimiento del Año elegido por el público". En octubre de 2015, Franta apareció como una celebridad en StreamCon que se llevó a cabo en Nueva York.

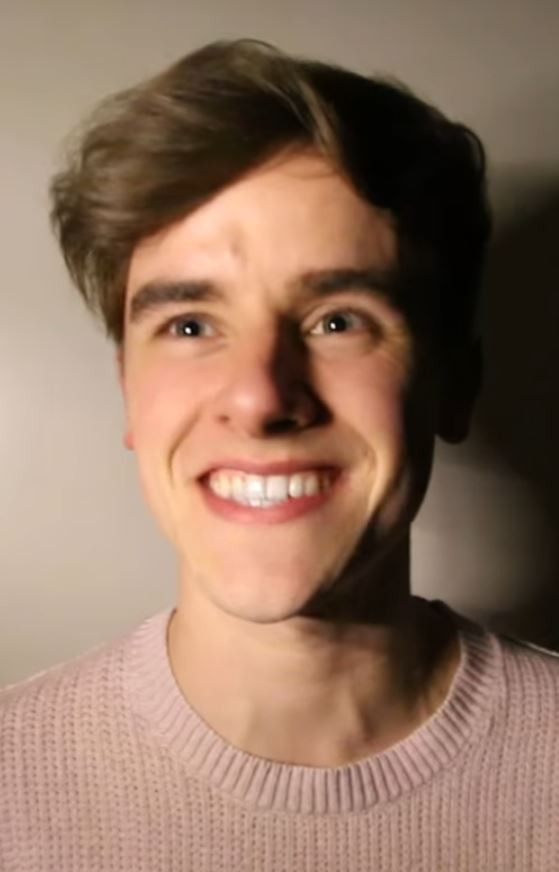
Franta em un video de Vlogbrothers en 2016.

En enero de 2016, Franta ganó en la categoría de "Estrella de YouTube Favorita" en los People's Choice Awards de ese año. En octubre, Franta apareció en la conferencia "We Day" en Toronto, Canadá.

### Otros proyectos

#### The Thirst Project
Franta celebró su cumpleaños número 22 en 2014 lanzando una campaña para recaudar fondos para construir canales de agua en Suazilandia. Se reunieron 120.000 dólars en un mes a cambio de incentivos como merchandising. En 48 horas, los fanáticos habían recaudado la cifra de 75.000 dólares y se llegó a la meta acordada de 120.000 en 10 días. Al terminar el mes, la campaña había reunido 230.000 dólares. Luego visitó el país en cuestión para supervisir la construcción. Franta recibió el Governor's Award por su trabajo el 30 de junio de 2015.
Franta lanzó una segunda campaña para su cumpleaños número 23, para recaudar $180.000 en 30 días. Cuando la campaña se cerró en octubre de 2015, había conseguido reunir $191,000 dólares, para proyectos en Suazilandia.

#### Empresario
El 11 de noviembre de 2014, Franta lanzó un álbum recopilatorio, Crown, Vol. 1, de canciones de otros artistas. El álbum fue posicionado en los Billboard 200. Un total de cinco recopilatorios fueron lanzados al mercado.
En julio de 2015, Franta fundó su propia compañía discográfica, Heard Well, junto a su mánager Andrew Graham y Jeremy Wineberg.
En febrero de 2015, Franta lanzó su propia línea de café, llamada Common Culture Coffee. Dicho café fue producido en colaboración con LA Coffee Club y 1 dólar por cada bolsa de café que era vendida fue donada a The Thirst Project.
En junio de 2015, Franta lanzó una edición limitada de ropa, hecha en colaboración con Junk Food Clothing. En enero de 2016, Franta lanzó su nueva página web para Common Culture.

#### Escritura
Franta pasó más de un año escribiendo su autobiografía, A Work in Progress, que habla de momentos de su vida desde su nacimiento. Fue lanzado el 21 de abril de 2015. Acompañando al lanzamiento del libro, Franta hizo una gira por Minnesota, Houston, Orlando, Nueva York, Jersey, y Los Ángeles, Londres, Birmingham, Mánchester, Liverpool y Leeds en Reino Unido, y Sídney, Melbourne, Brisbane y Perth en Australia. El libro pasó 16 semanas en la lista The New York Times Best Seller y vendió más de 200.000 copias.
En enero de 2017, Franta anunció el lanzamiento de su segundo libro,  Note to Self, para el 18 de abril de 2017.

## Vida personal

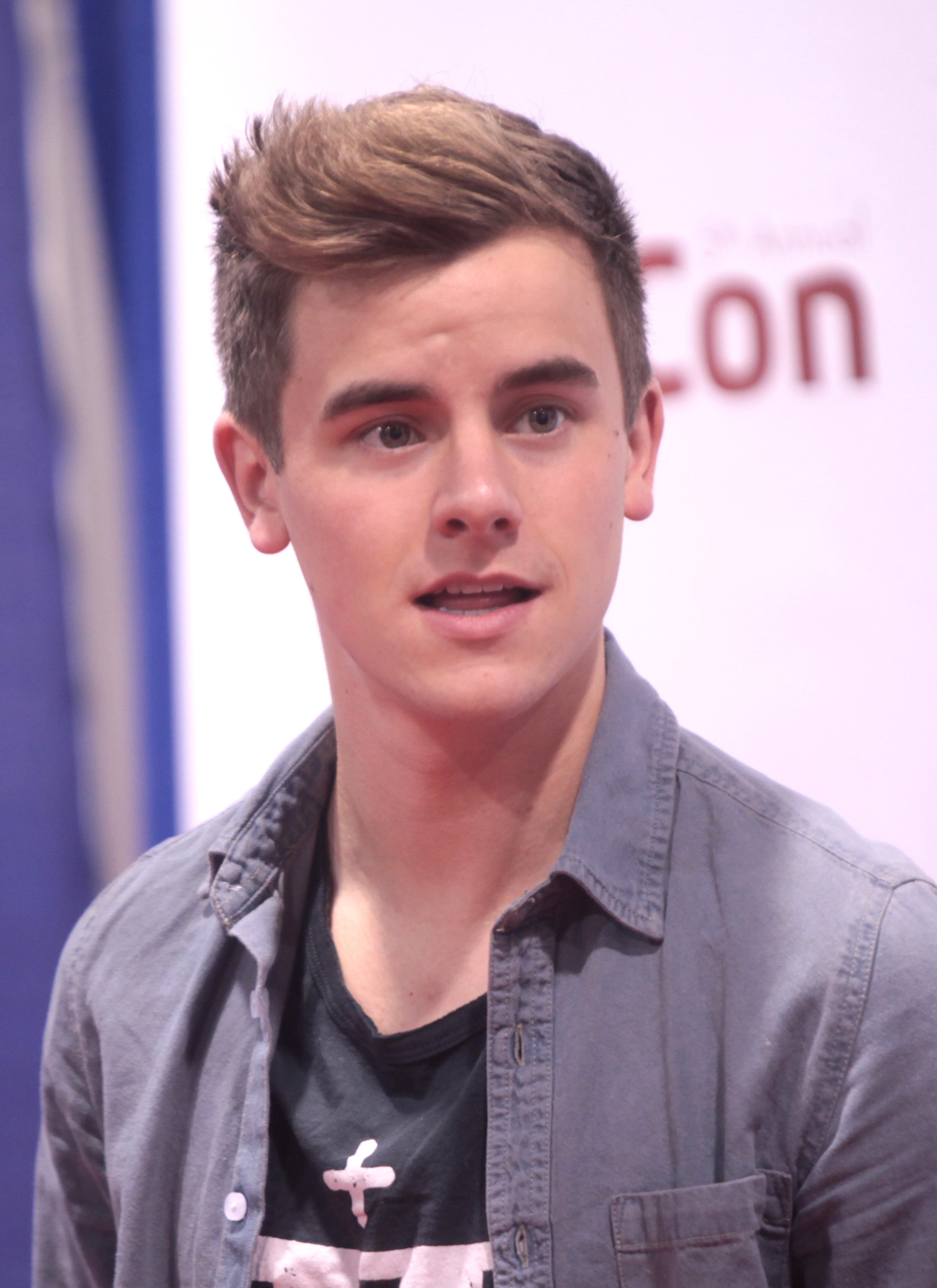
Connor en la VidCon de 2014.

El 8 de diciembre de 2014, Franta se declaró gay en un vídeo de YouTube, añadiendo que ha aceptado quien es y está "feliz con esa persona". Habló de la ayuda que recibió por parte de otros en Internet, y le quería dar a gente que está dudando sobre su sexualidad un consejo similar. Este vídeo de seis minutos de duración, titulado "Coming Out", tiene más de 12 millones de reproducciones y 949.000 me gusta, siendo el segundo vídeo más visto en su canal a 2018.